# Deutsche La Plata Zeitung
Die Deutsche La Plata Zeitung war eine in Argentinien erscheinende deutschsprachige Zeitung. Sie war zeitweise die größte deutschsprachige Zeitung Südamerikas mit bis zu 120 Beschäftigten.

## Geschichte
Die Zeitung wurde ursprünglich 1863 unter dem Namen La Plata Zeitung in Buenos Aires gegründet und herausgegeben. Im Jahr 1874 wurde sie umbenannt und 1880 von dem deutschen Auswanderer Hermann Tjarks übernommen. Er stammte aus einer ursprünglich in Carolinensiel beheimateten Familie, die über Hamburg nach Argentinien ausgewandert war. Nach seinem Tod 1916 führte sein Sohn Emil die Geschäfte weiter. Die Zeitung wurde 1945 verboten und ab da unter neuem Namen als Freie Presse herausgegeben.

## Der „Pressekrieg“
Die Deutsche La Plata Zeitung stand in scharfer Konkurrenz zum liberal-demokratischen Argentinischen Tageblatt. Bereits 1907 versuchte die Deutsche La Plata Zeitung erfolglos, einen Anzeigenboykott gegen das 1889 gegründete, ebenfalls deutschsprachige Tageblatt zu organisieren, da dieses nach Meinung der La Plata zu positiv über Wahlerfolge der Sozialdemokraten in Deutschland berichtet hatte. Während des Ersten Weltkriegs wurde die Rivalität der beiden Zeitungen jedoch nicht nur ausgesetzt, es kam sogar zu solidarischen Akten.
Die Konflikte verschärften sich nach Kriegsende mehr denn je. Während das Tageblatt klar Stellung zugunsten der Weimarer Republik bezog und den Nationalsozialismus entschieden ablehnte und bekämpfte, wurde die La Plata Zeitung zum Sammelbecken einer konservativ und monarchistisch gesinnten Leserschaft, die zunehmend von nationalsozialistischen Organisationen in Argentinien vereinnahmt wurde. Diese hatten schon früh die Bedeutung des Blattes erkannt, um die damals rund 250.000 in Argentinien lebenden Deutschen für den Nationalsozialismus zu gewinnen. Bei einem Heimatbesuch im April 1933, wenige Monate nach der Machtübernahme der NSDAP in Deutschland, wurde Herausgeber Emil Tjarks von Adolf Hitler und Joseph Goebbels persönlich empfangen. Bei dieser Gelegenheit gab er dem Völkischen Beobachter ein Interview, in dem seine antisemitische Gesinnung deutlich zu Tage trat.

## Niedergang und Ende
Da vor allem die deutschsprachigen Juden in Argentinien nicht mehr in der Deutschen La Plata Zeitung inserierten und das Blatt zudem immer häufiger kostenlos Aufrufe der argentinischen NSDAP-Landesgruppe abdruckte, stand die Zeitung 1938 vor dem Ruin, der nur durch die Lieferung von 100 Tonnen Zeitungspapier und Zahlung von 20.000 Reichsmark vom deutschen Propagandaministerium abgewendet werden konnte.
Nachdem am 27. Mai 1940 der argentinische Frachter Uruguay durch ein deutsches U-Boot versenkt worden war und sich 15 argentinische Seeleute nicht hatten retten können, kam es zu offenen Ausschreitungen gegen den Verlag. Am 17. Oktober 1944 musste die Deutsche La Plata Zeitung per Dekret der argentinischen Regierung ihr Erscheinen einstellen.
Emil Tjarks versuchte am 1. Dezember 1944 mit der Herausgabe der Zeitung eine Fortführung der Deutschen La Plata Zeitung, deren Erscheinen jedoch mit der argentinischen Kriegserklärung an die Achsenmächte am 27. März 1945 unspektakulär endete.

## Publikationen
- Zur Jahrhundertfeier Argentiniens. Festausgabe der Deutschen La Plata Zeitung u. La Plata Post. Germann Tjarks & Co., Buenos Aires um 1910, OCLC 253222569.
- Deutsche La Plata Zeitung. Germann Tjarks & Co., Buenos Aires 1874–1945, OCLC 19867448.
- Freie presse. Buenos Aires, seit 1945, OCLC 647996747.